# Hovig Demirjian
Hovig Demirjian (en armenio: Հովիկ Դեմիրճյան; Nicosia, Chipre, 3 de enero de 1989), más conocido como Hovig, es un mercadólogo, cantante y músico de Pop y Pop folk chipriota de ascendencia armenia. Tras darse a conocer en 2009 por participar en el concurso The X Factor Chipre y Grecia, representó a Chipre en el Festival de la Canción de Eurovisión 2017.

## Biografía
Nació en la ciudad de Nicosia, el día 3 de enero de 1989. Tiene ascendencia armenia.
Realizó estudios de Marketing e inmediatamente se puso a trabajar en una oficina.
Durante esa época se dio cuenta de que lo que realmente le apasionaba era el mundo de la música.
Comenzó a aprender a tocar la guitarra, el piano y también empezó a estudiar Jazz y Canto.
Y sus primeras andaduras y primer logro como cantante, fue el poder quedar segundo en un concurso musical que se celebró en Lárnaca.
En 2009 se hizo conocido a raíz de su participación en la segunda temporada de la versión chipriota y griega, del concurso de talentos "The X Factor" en el cual terminó en séptimo lugar.
Al año siguiente y otro más, hizo dos intentos por representar a Chipre en Eurovisión.
En 2010 lo intentó tras llegar a la final nacional con la canción titulada "Goodbye" y en 2015 compitió en la final de The Eurovision Song Project, con la canción "Stone in a River" y quedó en cuarto lugar.
Actualmente el día viernes 21 de octubre de 2016, la Corporación Chipriota de Radiodifusión (CyBC) anunció públicamente que Hovig será el nuevo representante de Chipre en la LXII Edición del Festival de la Canción de Eurovisión 2017, que tendrá lugar en el Centro Internacional de Exposiciones de la capital ucraniana Kiev.
Cabe destacar que su canción para el festival será escrita por el conocido compositor sueco Thomas G:son, que también coescribió "Alter Ego" de los representantes del año pasado Minus One.

## Discografía
- «Den Mou Milas Alithina» (2009)
- «Goodbye» (2010)
- «Ego Gia Ména» (2013)
- «Stone in a River» (2015)
- «Gravity» (2017)